# بازآرایی آلیلی
بازآرایی آلیلی(به انگلیسی: allylic rearrangement یا allylic shift) به دسته‌ای از واکنش‌های آلی گفته می‌شود که در طی آن پیوند دوگانه موجود در یک ترکیب شیمیایی دارای گروه آلیل از دو اتم کربن متصل، به دو کربن مجاور جابجا می‌شود. به عنوان نمونه در واکنش زیر Nu نشان دهنده یک هسته‌دوست است.